# Smitten (album de Buffalo Tom)
 (novembre 2019).
Si vous disposez d'ouvrages ou d'articles de référence ou si vous connaissez des sites web de qualité traitant du thème abordé ici, merci de compléter l'article en donnant les références utiles à sa vérifiabilité et en les liant à la section « Notes et références ».
Cet article concerne l'album de Buffalo Tom. Pour le groupe de musique argentin, voir Smitten.
Smitten est un album de 1998 de Buffalo Tom. Il s'agit de leur seul album pour Polydor Records.

## Description
Le chanteur / guitariste Bill Janovitz a déclaré que, tout en regardant les démos en préparation de l'album, les membres du groupe ont remarqué que les claviers avaient un rôle plus important dans leurs chansons qu'auparavant. 
Au début du processus de montage de l'album, le groupe a travaillé avec le guitariste / claviériste Tom Gorman, plus connu en tant que membre du groupe Belly. Gorman a souligné que le groupe serait probablement mieux servi par un claviériste traditionnel. Gorman a été remplacé par Phil Aiken après que Janovitz a épié sa petite annonce dans un hebdomadaire local. 
L'album a été produit par David Bianco, recherché par le groupe après avoir été impressionné par son travail avec Teenage Fanclub.

## Titres
1. Rachael - 3:00
2. Postcard - 5:02
3. Knot in It - 5:23
4. The Bible - 4:31
5. Scottish Windows - 4:19
6. White Paint Morning - 3:17
7. Wiser - 4:54
8. See to Me - 2:57
9. Register Side - 4:16
10. Do You In - 4:45
11. Under Milk Wood - 3:50
12. Under Milk Wood - 3:49

## Personnel
- Bill Janovitz - chant, guitare
- Chris Colbourn - basse
- Tom Maginnis - batterie